# Daniel Everett
Daniel L. Everett (Holtville, 1951) és professor de fonètica i fonologia a la Universitat de Manchester.
Va estudiar ligüística a la Universitat Estatal de Campinas; Everett ha estat professor en l'Institut de Tecnologia de Massachusetts i catedràtic de lingüística a la Universitat de Pittsburgh.
Els seus estudis s'allunyen de les tesis de lingüistes generatius com Noam Chomsky i psicòlegs com Steven Pinker, que sostenen que existeix una capacitat lingüística innata, i són més propers de les hipòtesis de l'antropòleg Benjamin Lee Whorf, en veure la llengua materna com a modeladora del pensament, connectant estretament llenguatge i coneixement.
En una de les seves expedicions a l'Amazones, el 1993, va descobrir una llengua nova: l'Or Win, que és una de les poques que usen el fonema dental, bilabial, africat: [t͡ʙ̥].

## L'estudi dels pirahã
Everett ha aconseguit reconeixement i renom internacional per l'estudi de la llengua i la cultura dels pirahã, una tribu de l'Amazones que viu en quatre pobles escampats pel riu Maici. Aquesta tribu es caracteritzava pel seu rebuig de les influències externes i el poc contacte amb el món exterior.
Everett va arribar per primera vegada al poble dels pirahã l'any 1977, com a missioner amb la seva família. De fet, la seva ex-dona, Keren, es va criar a prop de l'Amazones perquè la seva família també era missionera.
Everett va conviure amb els pirahã durant un període intermitent de 30 anys, dels quals vuit d'aquests va viure com a membre permanent de la tribu amb la seva família. Mentre Everett aprenia la llengua dels pirahã, per poder traduir-los la Bíblia, més es va endinsar a conèixer els costums i la cultura dels pirahã. Així doncs, Everett es va convertir en ateu, fet que va trencar el seu matrimoni.
Everett va escriure un estudi sobre el llenguatge dels pirahã, exposant una idea contrària a la de Noam Chomsky sobre la gramàtica universal, del fet que la base del llenguatge és la seva recursió. Everett afirma que la gramàtica pirahã no té recursió del llenguatge (un estudi del Departament de Ciències Mentals i Cognitives del MIT no va trobar cap evidència del contrari). Everett exposa que la base del seu llenguatge es troba en la cultura i no en la genètica com afirma Chomsky. Aquestes conclusions han estat molt polèmiques dins del camp de la lingüística.
L'any 2011, la Fundació Nacional de l'Indi de Brasil, o FUNAI, va prohibir a Everett visitar el poble pirahã. L'última visita coneguda d'Everett a la tribu dels pirahã va ser l'any 2009.